# Villanueva (Chinandega)
Pour les articles homonymes, voir Villanueva et Villa Nueva.
Villa Nueva ou Villanueva est une municipalité nicaraguayenne du département de Chinandega au Nicaragua.

## Géographie
La municipalité est bordée au nord par les municipalités de Somotillo et San Francisco del Norte, au sud par les municipalités de Chinandega, Larreynaga et Telica, à l'est par les municipalités de San Juan de Limay, El Sauce et San José de Achuapa, et à l'ouest par la municipalité de Somotillo. Le siège municipal est situé à 186 km de la capitale Managua.
La municipalité peut être divisée en deux domaines :
- à l'est, il présente une topographie irrégulière avec des élévations allant jusqu'à 49 mètresd'altitude, avec une variété de végétation à feuilles larges ;
- à l'ouest se trouve une plaine d'origine pluviale avec de faibles hauteurs allant jusqu'à 80 m ; elle représente 60% du territoire, exploitée pour l'agriculture et l'élevage ;
- le centre ville est pratiquement plat[1].

La rivière la plus importante de la commune est la rivière Aquespalapa ou Villanueva, qui traverse la commune d'est en ouest sur une distance de 60 km. Au nord de la municipalité se trouve le Río Negro, qui forme une frontière naturelle avec la municipalité de Somotillo, et au sud de la municipalité coulent les eaux du Río Tecomapa, qui sert de canal de drainage pour les déchets d'un gisement minéral de la région.

## Histoire
Les premières données historiques attestant de l'existence de Villanueva remontent au milieu du XVIIIe siècle ; son nom original était Villa de las Navías. Après l'indépendance, elle a été appelée Villanueva, nom sous lequel était connue la rivière Aqueslapa, un terme nahuatl signifiant « Rivière qui a beaucoup de guapote ». Villanueva était autrefois une région minière renommée et cette activité économique a repris.
L'église de la capitale municipale et certains bâtiments sont du style architectural prévalant aux XVIIIe et XIXe siècles, qui était connu sous le nom de cathédrale du Nord.
On y trouve des sites historiques de la période coloniale espagnole, comme l'église catholique, qui est l'une des plus anciennes du département de Chinandega. L'Hacienda San Pedro est située à environ mille mètres du centre ville de la municipalité en direction de la rivière.
La municipalité de Villa Nueva a été fondée en 1900.

## Démographie
Villa Nueva a une population de 31 923 habitants. Sur l'ensemble de la population, 50,9% sont des hommes et 49,1% des femmes. Près de 37,5% de la population vit dans la zone urbaine.

## Nature et climat
La municipalité a un climat tropical sec et chaud avec des pluies estivales aléatoires. Elle appartient à la région occidentale du climat tropical de la savane, qui se caractérise par une saison sèche marquée, d'une durée de 4 à 6 mois, limitée aux mois de novembre à avril. Les précipitations varient entre un minimum de 500 mm et un maximum de 2000 mm.2
Les richesses naturelles de cette municipalité sont représentées dans la flore et la faune. Il existe de nombreuses variétés de feuillus, représentants de l'exubérante flore tropicale qui a été décimée ces dernières années par les actions de l'homme.

## Économie
L'exploitation minière, l'élevage et l'agriculture sont les principales activités. La majeure partie de la population  se consacre à la culture de céréales de base telles que le riz, le maïs, le sésame et le sorgho. Les terres sont  fertiles, favorisant la culture de divers produits agricoles.
La plaine de Villa Nueva concentre une bonne partie des sols à potentiel d'élevage et se caractérise par des sols à texture très lourde (vertisols), à topographie plate et dépressive, appropriés à une activité d'élevage, la production de lait, de viande.
Selon les statistiques du ministère de l'Action sociale (MAS), Villanueva compte 1813 producteurs. L'organisation productive de la population est répartie en 40 coopératives agricoles, collectifs de travail et producteurs privés. En termes de production de bétail, la municipalité se classe troisième dans tout le département de Chinandega.